# Peter Frechette
Peter Frechette (* 3. Oktober 1956 in Coventry, Rhode Island) ist ein US-amerikanischer Schauspieler.

## Leben
Frechette studierte nach seiner Schulzeit Theater an der University of Rhode Island. Nach seinem Studium war Frechette als Schauspieler  in New York tätig und trat dort in verschiedenen Theaterproduktionen auf, so etwa in Absent Friends von Alan Ayckbourn, in The Destiny of Me von Larry Kramer und in What the Butler Saw von Joe Orton. Insbesondere wurden seine Leistungen in Stücken von Richard Greenberg gewürdigt: Für The Dazzle erhielt er einen Obie Award, für Eastern Standard bekam er den Theatre World Award verliehen und einen Drama Desk Award als Outstanding Featured Actor in a Play.
Des Weiteren war Frechette in verschiedenen Filmproduktionen als Schauspieler zu sehen. Dazu gehörten Rollen in Grease 2, Eine starke Nummer, Im Todestal der Wölfe, Der Club der Teufelinnen, Inside Man und Die Geschwister Savage. Im Fernsehen sah man ihn unter anderem in Taxi, Polizeirevier Hill Street, Cagney & Lacey, L.A. Law – Staranwälte, Tricks, Prozesse und in  Matlock. In der Fernsehserie Profiler spielte er die Rolle des Computerexperten George Findley.
Frechette lebt mit seinem Lebenspartner, dem Theaterregisseur David Warren, zusammen.

## Filmografie
Filme
- 1982: Grease 2
- 1984: Eine starke Nummer (No Small Affair)
- 1985: Im Todestal der Wölfe (The Hills Have Eyes Part II)
- 1996: Der Club der Teufelinnen (The First Wives Club)
- 2006: Inside Man
- 2007: Die Geschwister Savage (The Savages)
- 2008: Miracle at St. Anna

Fernsehserien
- 1982: Die Zeitreisenden (Voyagers!, eine Folge)
- 1982: The Facts of Life (2 Folgen)
- 1983: Taxi (eine Folge)
- 1983: Polizeirevier Hill Street (Hill Street Blues, eine Folge)
- 1986: Cagney & Lacey (eine Folge)
- 1986: L.A. Law – Staranwälte, Tricks, Prozesse (L.A. Law, 2 Folgen)
- 1988: Matlock (eine Folge)
- 1989–1991: Die besten Jahre (Thirtysomething, 4 Folgen)
- 1990, 1995, 2003: Law & Order (3 Folgen)
- 1992: Picket Fences – Tatort Gartenzaun (Picket Fences, 4 Folgen)
- 1996–2000: Profiler (82 Folgen)